# Double Vision (singolo Foreigner)
Double Vision è una canzone dei Foreigner estratta come secondo singolo dall'eponimo album Double Vision nel 1978. Si è posizionata al secondo posto della Billboard Hot 100 per due settimane consecutive.
La canzone è presente all'interno del videogioco musicale Guitar Hero: Van Halen.

## Significato
Il titolo del brano fa riferimento a un episodio realmente accaduto nell'aprile del 1978 durante una partita di hockey su ghiaccio tra New York Rangers e Buffalo Sabres; un giocatore dei Rangers andò a sbattere violentemente contro un avversario e ciò gli provocò un breve momento di diplopia, mentre il commentatore sportivo continuava a ripetere la frase "double vision" che ispirò i Foreigner per il titolo del brano.

## Tracce
7" Single Atlantic 3514
1. Double Vision – 3:40
2. Lonely Children – 3:31